# Cities: Skylines II
Cities: Skylines II es un videojuego de simulación de construcción de ciudades producido por Colossal Order y publicado por Paradox Interactive, anunciado el 6 de marzo de 2023 y lanzado el 24 de octubre del mismo año en pc. Por otra parte, en consolas, después de un primer retraso a primavera de 2024, lo volvieron a retrasar con una posibilidad de lanzamiento en octubre de 2024. Quedó retrasado hasta después de verano de 2025.

A principio de junio de 2023, después de un silencio muy largo por parte de los desarrolladores, se filtraron cuatro screenshots oficiales del juego. Unos días después, el 11 de junio, se reveló un tráiler que incluía metraje del juego y su fecha de lanzamiento.

## Lanzamiento
El lanzamiento oficial en pc se efectuó el 24 de octubre de 2023, mientras que en consolas después de varios retrasos. es posible que salga en octubre de 2024. 
El videojuego se encuentra disponible en dos paquetes:
- Cities: Skylines II Juego base.
- Cities: Skylines II «Ultimate Edition» que incluye el juego base y un Pase de Expansiones con 8 packs.

Tanto en la web de Paradox Interactive así como en la plataforma Steam se abrieron los periodos de precompra de ambos paquetes el 11 de junio de 2023.

## Plataformas disponibles
Este nuevo título estará, según lo anunciado, disponible para tres plataformas, PC, PS5 y Xbox Series X/S. Además, se incluirá en el Xbox Game Pass.
Paradox Interactive ha anunciado que próximamente sacará a la venta un pack físico de la «Edición Premium limitada» y también estará disponible para prepedido. Esta edición en formato físico Incluirá un steelbook, un juego base envuelto y el pase de expansión digital, empaquetado con un mapa de la ciudad dibujable de doble cara y bolígrafos especialmente diseñados para planificar la ciudad de tus sueños.

## Novedades (en desarrollo)
Paradox Interactive fue revelando las novedades que se podían encontrar en Cities: Skylines II en su web entre los meses de junio y septiembre de 2023, entre las principales novedades se encuentran las siguientes:

### Característica #1: Calles y carreteras[6]

#### Herramientas de carreteras:
Este es una novedad esperada por los jugadores de Cities: Skylines donde tenían que recurrir a mods de la comunidad para conseguir estilos de carreteras, señalizaciones y gestión del tráfico. En la web de Paradox Interactive se especifica que las carreteras ahora pueden personalizarse una vez construidos los tramos, donde se pueden introducir rotondas de diferentes amplitudes (hasta 4 tamaños) creadas a partir de un tramo recto, salidas e incorporaciones a decisión del usuario, así como colocar pasos de peatones donde el usuario elija y no limitándose a los cruces de caminos de la primera edición, también se puede gestionar la distribución del tráfico mediante el uso de señales la dirección obligatoria a tomar por los vehículos, así como añadir las señales de parada y semáforos.

#### Carreteras flexibles
Las carreteras y calles ahora se personalizan por el jugador añadiendo los carriles que desee, las aceras para los peatones, así como introducir carriles bus y de tranvía según la necesidad del jugador, esto quiere decir que en lugar de encontrar un catálogo de carreteras predefinidas, el jugador tendrá una serie de herramientas universales que le permitirá personalizar las carreteras y calles a su voluntad. Además se ha introducido la opción de crear "cuadrículas" directamente, y a la hora de construir las calles ya no habrá que ir enlazando de cruce en cruce, sino que los cruces se generan automáticamente en un trazado de longitud indeterminado.

#### Mantenimiento de carreteras y calles
Se ha introducido el mantenimiento de calles donde influirá el estado de cada calle en el propio tráfico, donde es importante tener calles y carreteras cuidadas mediante el servicio de mantenimiento (que incluye quitanieves y brigadas de reparación y manteamiento), ya que el no tener las calles y carreteras sometidas a un correcto mantenimiento puede ocasionar retenciones, incluso accidentes (como novedad en Cities: Skylines 2) que van a repercutir en la fluidez del tráfico; Todo esto se gestionara mediante un apartado de "Estado de las carreteras".

#### Estacionamientos:
Esta novedad apareció el 22 de marzo de 2023 en el parche de actualización gratuita de "Cities: Skylines - "Hubs & Transports" donde se introducía otra demanda de los jugadores, que eran los espacios de aparcamiento, donde en este caso se consideraban como elementos de tipo recreativo (parques y plazas), mientras que en Cities: Skylines 2 se consideran elementos de circulación apareciendo en la familia de carreteras y calles; En la web de Paradox Interactive se menciona que los residentes de la ciudad tomarán en consideración el uso de estos estacionamientos en la movilidad.

#### Grandes Intersecciones
Se ha revisado el sistema de intersecciones para que creen de forma automática y dando apariencia más natural, especialmente cuando se interactúa con cambios de rasante (alturas de la vía), haciendo más dinámico para el jugador la creación de grandes intersecciones.

#### Caminos peatonales:
Los caminos peatonales toman un papel relevante en la movilidad y se han mejorado las herramientas de creación de caminos peatonales, incluyendo la posibilidad de elegir el tipo de camino así como tener una variedad de puentes, opción que en los caminos peatonales de Cities: Skylines no existía.

### Característica #2: IA del tráfico[7]

#### Coste de búsqueda de caminos:
El tiempo es un factor importante al calcular una ruta. El núcleo de los cálculos de búsqueda de rutas se basa en cuatro aspectos: tiempo, comodidad, dinero y comportamiento. Al considerar solo el tiempo de viaje, una carretera pequeña puede ser más corta pero su velocidad de viaje es menor que la velocidad de viaje de la autopista más larga, por lo que la IA elige la autopista en la mayoría de los escenarios si la autopista es en general una ruta más rápida como ejemplo. Así mismo a la hora de que las empresas de la ciudad obtengan mayores beneficios, la IA elegirá los destinos de venta viables más cercanos y los vehículos de servicios buscarán aquellas rutas más rápidas para llevar a un evento dado (incendio, robo, enfermedad, deceso, basura...).

#### Uso de carril:
Los vehículos ahora ocuparán la totalidad de los carriles de una calle, distribuyéndose de la forma más efectiva según el destino de cada vehículo y respetando las direcciones y señalizaciones de cada vía.

#### Simulación de tráfico, agentes de servicios y rendimiento:
La simulación de tráfico es compleja en Cities: Skylines II. En general, la IA determina el rendimiento de la simulación y la búsqueda de rutas mejores para organizar el tráfico y los peatones de forma efectiva, lo que significa que son posibles poblaciones más grandes. Estas acciones tomadas por la IA incluyen optimizar el tráfico, frenar para reducir la velocidad, evitar el tráfico que se aproxima al girar, cambiar de carril para optimizar el flujo de tráfico y tomar decisiones de orientación cuando ocurra un evento inesperado, como un accidente de tráfico, en la ruta originalmente planificada. Cities: Skylines II no tiene límites en cuanto a la simulación del tráfico, pero si influirá el la limitación del Hardware donde se ejecute el juego.

#### Comportamiento en rotonda:
Se han introducido mejoras en como circulan los vehículos en las rotondas, tomando como las normas de circulación vial reales y aplicándolas al juego, donde todos los vehículos cederán el paso a aquellos que ya circulen en el interior de estas.

#### Accidentes de tráfico:
En Cities: Skylines II se introduce como novedad que la IA puede provocar accidentes de tráfico, donde influirán el estado de la carretera, la meteorología, el estado del tráfico y los desastres naturales. Los accidentes de tráfico siguen las normas de la física y son de carácter aleatorio, donde una vez que ocurre un accidente se presentarán vehículos policiales que cortarán la vía (provocando atascos), vehículos de mantenimiento de carreteras para reparar la vía y en caso de accidentes graves también ambulancias. Una vez subsanado el accidente la circulación de tráfico en la vía vuelve a la normalidad.

#### Estacionamientos:
En esta edición los NPC elegirán sus medios de estacionamiento dependiendo de varios factores, como son la edad y la cercanía de los estacionamientos frente a un lugar de destino o una parada de transporte público; A la hora de elegir un estacionamiento, la IA de los NPC se basarán en cuatro puntos clave: tiempo, comodidad, dinero y comportamiento, por lo que los estacionamientos jugarán un papel importante a la hora de gestionar el tráfico en la ciudad.

#### Vistas de información:
Se permite ver el estado del tráfico, así como la fluidez de este a lo largo del periodo del día, además al seleccionar una calle concreta permite ver el estado de esta, lo que influirá en la posibilidad de que haya accidentes de tráfico.

#### Vehículos de Servicio:
Los vehículos de servicio atienden a las llamadas de los edificios buscando las mejores rutas para llegar al destino, pero además actuarán en aquellas estructuras que estén en su camino a la llamada destino, por lo que una llamada concreta de un edificio para un servicio dado (policía, bomberos, basuras...) afectará positivamente a los tramos por donde circule.

#### Tráfico entre otras ciudades:
Se permite adicionar accesos al o del exterior al llegar al final del mosaico de un mapa; Esto no influirá en el comercio de la ciudad pero sí afectará a la fluidez del tráfico, donde la IA elegirá los caminos con mayor ventaja.

### Característica #3: Transporte público y de carga[8]
Funciones clave introducidas:
- Los edificios gestores de transportes ahora pueden "actualizarse" (como ocurría con el edificio "La Bolsa" de Cities: Skylines) para proporcionar mejoras al transporte público que gestiona. Como anotación relevante debe tenerse en cuenta que este tipo de actualización de edificio es al margen de la adquisición de DLCs, ya que es una de las funciones propias de determinados edificios que se encuentra en el juego.
- El jugador ahora puede crear líneas interurbanas, así como introducir varias paradas interurbanas dentro de una misma línea, eliminándose el concepto de "punto A - punto B".
- Se crean los puntos de desarrollo de transportes, donde ahora los transportes no se desbloquean basándose en los hitos de evolución de la ciudad como en Cities: Skylines, sino que se desbloquean mediante un árbol de puntos de desarrollo, lo que según los desarrolladores va a proporcionar que la ciudad tenga una expansión aleatoria dependiendo de la progresión que decida el jugador. Únicamente se mantiene el desbloqueo mediante hitos de la ciudad limitados a los autobuses y a los taxis.

#### Tipos de transporte público
En esta edición se mantienen los taxis, autobuses, tranvía, metro, ferrocarril, avión y barco. Como novedad en esta edición, se ha eliminado el autobús propulsado por etanol y se ha introducido en su lugar el autobús eléctrico, además el autobús será la primera opción en desbloquearse al comenzar la construcción de la ciudad.
En cuanto a los autobuses, donde en lugar de tener dos almacenes de autobuses diferentes, uno para el convencional y otro para el eléctrico (como ya ocurría en Cities: Skylines, donde existían dos depósitos diferentes según el tipo de autobús elegido), ahora todos los autobuses salen del mismo depósito, donde se deberá "actualizar" el depósito para obtener el uso de los eléctricos; Esto mismo ocurre con las estaciones ferroviarias, donde una misma estación permite ser "actualizada" añadiendo andenes a esta.
En cuanto a las líneas de autobuses, otra novedad es que se podrá elegir si en una parada colocar una señal de parada o un refugio de parada, que en la anterior edición se creaban de forma aleatoria.
Los taxis en esta edición funcionan de dos formas diferentes y dependerá de "actualizar" el depósito de taxis, donde al momento de crear el depósito, se necesitarán paradas creadas por el jugador y tras la "actualización" del depósito los taxis podrán realizar paradas en cualquier punto de la ciudad donde haya un NPC que lo solicite, como en la vida real. Por último tras realizar una "actualización" del depósito de taxis también se permite utilizar taxis eléctricos.
Se ha introducido el depósito de ferrocarriles o "Rail Yard", desde donde partirán los ferrocarriles tanto de pasajeros como de carga para las líneas creadas por el jugador.
En cuanto al tranvía, ahora la construcción de vías insertadas en "calzadas compartidas" se realizará mediante las nuevas herramientas de personalización de carreteras, punto ya visto en "Característica #1: Calles y carreteras".
Como novedad del suburbano nos encontramos que se ha introducido el depósito de suburbanos o "Subway Yard", desde donde se forman los convoyes que circularán por las líneas.
En las novedades del transporte aéreo nos encontramos dos, la primera es que la construcción del aeropuerto va a condicionar la altura de los edificios de un área concreta, por lo que es muy importante construirlo en un área despejada, además los desarrolladores afirman que un aeropuerto internacional ocupa lo mismo que una ciudad pequeña. La segunda novedad es que el jugador puede crear ahora las líneas de tránsito aéreo para unir el aeropuerto con las entradas y salidas interurbanas del mapa, es decir, se comportan como el funcionamiento de un ferry o un tren, eliminando la aleatoriedad de entrada y salida que se encontraba en Cities: Skylines.

#### Tipos de carga
En Cities: Skylines II ahora se pueden crear líneas de carga entre varios puntos.
Las terminales de carga se pueden "actualizar" para introducir mejoras, como ocurre con la terminal marítima de carga, donde comenzará por realizar entregas por carretera y tras una "actualización" se podrán realizar también mediante ferrocarril.
En cuanto a las terminales de carga del aeropuerto, ya no son independientes como ocurre en Cities: Skylines, sino que ahora dependen de una "actualización" del aeropuerto.

#### Nueva jugabilidad con Líneas de transporte:
Como se mencionaba anteriormente, en Cities: Skylines II se han introducido los "depósitos" tanto del suburbano como del ferrocarril, y esto se debe a la mejora de la jugabilidad de las líneas de transporte, ya que en Cities: Skylines II se implementa el nuevo esquema de organización de líneas que depende de la creación de un depósito de transporte público, y tras este se podrá comenzar a diseñar las líneas de transporte, que siguen el siguiente orden:
Depósitos de vehículos > Paradas o estaciones > Pistas y carreteras > Línea de transporte
Se ha introducido también la herramienta de diseño de líneas, que permite al jugador elegir por que vías o calles pasará una línea, esto se da mediante la colocación de "puntos de camino" o "Waypoints", por lo que a diferencia de Cities: Skylines, las líneas no se crearán en base a las paradas y las vías de circulación creadas automáticamente dependiendo de las limitaciones de las diferentes vías, sino aquel ahora el jugador elige por donde circularán los vehículos.

#### Descripción general del transporte:
Mediante tres ventanas de información diferentes ahora se puede controlar el transporte público de una forma más clara, estas dos ventanas informativas son:
- Vista de información del transporte: similar a la que podemos encontrar en Cities: Skylines pero ahora además se incluye el control del trasporte de carga, lo que nos informa de las toneladas de carga trasportadas en un mes y el seguimiento tanto de las líneas como de los vehículos marcados
- Panel Resumen de transporte: donde se encontraran todas las líneas de transporte utilizadas, separadas según la categoría y desde donde se podrán controlar todos los parámetros en una interfaz global, desde los pasajeros o las cargas transportadas en cada línea de cada tipo de transporte, el porcentaje de uso de cada línea así como editar nombres y colores de las diversas líneas.
- Panel de línea: Permite controlar parámetros que ya encontrábamos en Cities: Skylines, como los horarios (día, noche o día y noche), la cantidad de vehículos de dicha línea y el tipo de vehículo seleccionado para cubrir esta, pero como novedad encontramos que ahora se pueden ajustar los precios de cada línea de transporte público, lo que afectará a la decisión de los NPC a seleccionar un transporte público concreto para moverse. También se ha implementado el control de las líneas de carga, donde se puede seleccionar el horario de transporte de carga y el número de vehículos puestos en línea.

### Característica #4: Zonas y edificios emblemáticos[9]

#### Herramientas de zonificación:
- Deszonificación simplificada: En esta edición la herramienta de deszonificación ya no es una herramienta aparte, sino que depende del botón derecho del mouse para eliminar áreas de zonificación, por lo que para cambiar un tipo de zona concreto ya no hay que eliminar primero la zona existente, sino que con la nueva zona seleccionada se puede hacer mediante el botón derecho del mouse.
- Temas arquitectónicos: En esta edición se trabaja con dos estilos de arquitectura a elegir por el usuario, Norteamérica o Europa, los cuales se elegirán al comenzar un nuevo mapa e influirá en la arquitectura global así como en los estilos de carreteras; De todas formas, aunque se elija un estilo arquitectónico, durante la construcción de la ciudad se podrá alternar entre ambos estilos arquitectónicos aunque uno de ellos priorice sobre el otro según la elección inicial.

#### Tipos de zona:
- Zonas residenciales: En Cities: Skylines II se han aumentado a 6 los tipos de zona residenciales, son 4 zonas nuevas en comparación a las que se encuentran en Cities: Skylines lo que genera mayor diversidad y mayor realismo en la construcción de las ciudades. Además de las viviendas de baja y alta densidad, se han introducido las viviendas de densidad media en fila (tipo adosados), viviendas de densidad media con edificios de apartamentos, viviendas de uso mixto, donde la planta de calle será un comercio y las plantas superiores viviendas y viviendas de alquiler bajo con grandes edificios de apartamentos que albergan lotes pequeños de apartamentos, que serán el reclamo de los ciudadanos con bajo poder adquisitivo.
- Zonas comerciales: se ha mantenido en las mismas condiciones que en Cities: Skylines, donde se encuentran dos tipos, comercio de baja densidad y comercio de alta densidad, además se sigue manteniendo el facto del beneficio de la producción local así como el beneficio de estar situadas junto a zonas residenciales.
- Zonas Industriales: se ha mantenido el mismo sistema de funcionamiento que en Cities: Skylines, pero ahora además de industria manufacturera también aparecerán de forma aleatoria y dependiendo de la producción industrial los almacenes de productos. La industria local podrá suministrar a la propia ciudad o vender a las conexiones exteriores, siendo la opción más beneficiosa para la ciudad a efectos fiscales la primera.
- Zona de oficinas: Se ha introducido una nueva zona de oficinas, pasando a ser dos, donde se encuentran la zona de oficinas de baja densidad y la zona de oficinas de alta densidad, el funcionamiento de estas zonas es el mismo que en Cities: Skylines, pero la zona de oficinas de alta densidad generará edificios de gran altura, principalmente destinados a bancos y empresas de software y telecomunicaciones.
- Idoneidad de la zona: Se trata de una nueva herramienta que informa al jugador sobre la idoneidad del terreno donde se plantea construir una zona concreta, como por ejemplo la contaminación del suelo para zonas residenciales o los beneficios de construir una zona comercial junto a una de las 6 zonas residenciales, lo que permitirá crear zonas dinámicas entre sí.

#### Demanda de zona:
Al igual que en Cities: Skylines se mantiene la relación simbiótica entre todos los tipos de zona, donde una zona residencial depende de que haya trabajado disponible para los nuevos ciudadanos, pero a la vez la llegada de nuevos ciudadanos requiere comercio y ocio y este a su vez necesita de industria para suplir el trabajo de las zonas residenciales y la venta de bienes en las zonas comerciales.
En el panel de Información de la ciudad se pueden encontrar los detalles de las necesidades de cada zona, así como ajustar los impuestos dependiendo de las necesidades expuestas.
- Demanda residencial: Se tendrá que tener en cuenta el perfil de los nuevos habitantes que vayan llegando a la ciudad, donde el perfil de un estudiante tendrá unos requerimientos de viviendas baratas, mientras que los perfiles de los trabajadores buscarán zonas donde se necesite mano de obra, y además hay otro perfil de habitante, que es el que se muda a la ciudad por su atractivo, cada uno de los perfiles se deberá tener en cuenta a la hora de diseñar las zonas de residencia.
- Demanda comercial: Las zonas comerciales dependen del perfil de habitantes de la zona, del tipo de mano de obra disponible en la ciudad así como del poder adquisitivo de las zonas residenciales colindantes, y por último dependerán de los productos que se le suministren o bien desde las zonas industriales de la ciudad o del exterior, siendo esta última opción la menos rentable.
- Demanda industrial: Se basa en dos puntos clave, los ciudadanos disponibles y su nivel de formación y los recursos de las ciudades. Las industrias se benefician de la mano de obra local, buscando además optimizar su producción aumentando el nivel de la empresa, lo que repercute en la necesidad de mano de obra con un nivel concreto de formación, además se beneficia también de la disponibilidad de recursos locales donde se puede disponer de industrias específicas según la materia prima a extraer, lo que evita la compra externe y mejora el beneficio, además la posibilidad de que haya almacenes cerca también mejora los beneficios.
- Demanda de oficina: La demanda de oficinas tiene en cuenta varios factores, el primero de ellos el nivel de calificación de los trabajadores así como la posibilidad de que cada vez haya más trabajadores que busquen trabajar en oficinas, además en Cities: Skylines II las zonas de oficinas se retroalimentan mediante la creación de software de las empresas situadas en la zona de oficinas de alta densidad, que crean los software que son de utilidad para mejorar oficinas de la zona de oficinas de baja densidad. En las zonas de oficina se requiere trabajadores de alta cualificación en la mayor medida.
- Especialización de la ciudad: Este fenómeno se produce cuando la ciudad se centra en la producción de uno o varios bienes concretos, donde las zonas industriales, especialmente aquellas que estén en distritos industriales especializados, se retroalimentarán, incluidas también las zonas de oficina, lo que provoca un aumento en la eficacia de la producción.

#### Valor de la tierra y niveles de construcción:
- Valor de la tierra: se trata de una herramienta que muestra las preferencias de los ciudadanos y las empresas por afincarse en zonas del mapa concretas donde se tienen en cuenta varios factores que beneficien el crecimiento idóneo de la ciudad. Se tiene en cuenta la idoneidad de un ciudadano al valorar que las zonas sean atractivas, estén servidas por empresas comerciales y haya una buena comunicación por carretera con otras zonas, especialmente las industriales; Los ciudadanos tendrán en cuenta también el valor de la vivienda, ya que se tiene en cuenta el poder adquisitivo del ciudadano, donde una zona con un alto valor de terreno será atractivo para un ciudadano con un alto poder adquisitivo, buscando casas amplias, mientras que una zona situada en un terreno de bajo valor será atractivo para ciudadanos con un poder adquisitivo más bajo, por lo que es importante conocer el poder adquisitivo de los ciudadanos para mantener un equilibrio según el valor de la tierra. Se debe tener en cuenta que un valor bajo de la tierra puede provocar el abandono de edificios, incluso el derrumbe de algunos de ellos. Las compañías también valoran un terreno con un valor de tierra alto para establecer los negocios.
- Niveles de construcción: se mantiene como en Cities: Skylines, donde los edificios residenciales mejoran en 5 puntos, siendo las mejoras que benefician al consumo de agua y electricidad y la reducción de producción de desechos a partir del nivel 3, lo que hace que el distrito sea más eficiente, esto se ve influido por el poder adquisitivo de los habitantes, donde a mayor poder adquisitivo y mejor acceso a servicios y comercio, más alto será el nivel de la construcción. En las zonas comerciales, industriales y de oficinas los niveles son de 1 a 3 e influyen igualmente los factores del valor de la tierra, la cualificación de los trabajadores así como estar cubiertos por servicios y buena comunicación, lo que repercute en zonas más eficientes a nivel productivo.

#### Edificios emblemáticos:
Se trata de una nueva característica de Cities: Skylines II y se trata de edificios que engloban las 4 familias de zonas, residenciales, comerciales, industriales y oficinas; Estos edificios tienen sus propios requisitos de desbloqueo y una vez desbloqueados se pueden colocar en cualquier zona del mapa, como los edificios de servicios, aunque solo se puede construir una vez pero de coste gratuito, permiten su reubicación y si se demuele se puede volver a colocar.
Estos edificios ejercen funciones iguales que los de las zonas de desbloqueo, es decir, un edificio emblemático de zona residencial actuará como un edificio estándar de zona residencial, con la diferencia de que estos edificios son grandes edificios de viviendas, grandes edificios comerciales (como centros comerciales) o fábricas masivas, todos ellos contribuyendo a la ciudad en igualdad de condiciones que sus homólogos estándar, siendo igualmente perjudicados por los mismos problemas si se diesen.
Estos edificios aportan uno o más beneficios al distrito donde sean colocados, principalmente repercuten a los ciudadanos beneficiándolos en algún aspecto.

## Contenido adicional[5]
En el momento del lanzamiento de la precompra, Paradox muestra en su web lo que previsiblemente serán las diferentes categorías de DLCs, apareciendo las siguientes a día de apertura del periodo de preventa:
- Expansion Pack: Son los packs que introducirán mayor variedad de contenido y funciones centradas en una temática concreta.
- Content Creator Pack: Introducirán contenido creado por los diseñadores preferidos de la Comunidad Modder.
- Asset Pack: Introducirán contenido adicional específico.
- Radio Station: Introducirán banda sonora al juego.

El 11 de junio de 2023 se publicó en la plataforma Steam la preventa del juego base y además la opción de adquirir por preventa un pack denominado "Ultimate Edition" que incluye 8 packs con contenido adicional.

### Listado DLCs de contenido
| Nombre                                    | Categoría                                       | Fecha de lanzamiento   | Descripción |
| ----------------------------------------- | ----------------------------------------------- | ---------------------- | --- |
| Landmark Buildings                        | Pack Bonus de cortesía al adquirir la preventa. | 24 de octubre de 2023  | Este pack es de cortesía y solo se obtiene al adquirir la preventa de Cities: Skylines II. El pack incluye: - 9 edificios exclusivos famosos de todo el mundo. - 1 mapa basado en la geografía de Tampere, sede de Colossal Order. |
| San Francisco Set                         | Instant Unlock Exclusivo del "Expansion Pass"   | 24 de octubre de 2023  | Introduce un conjunto temático basado en la ciudad de San Francisco. Este DLC incluirá: - 1 garaje de Muscle Cars5 - 5 modelos de Muscle Cars. - 1 vehículo de policía. - Puente Golden Gate. - 1 mapa basado en San Francisco.    |
| Asset pack: Beach Properties              | Paquete de Contenido Adicional                  | 4.º trimestre de 2023  | Introduce un conjunto temático para dar vida a una ciudad del litoral. Este pack incluirá: - Colección de recursos para construir zonas residenciales de lujo junto a la playa.                                                    |
| Radio Station: Deluxe Relax Station       | Emisora de radio                                | 4.º trimestre de 2023  | - Aporta una pista de 60 minutos de música. |
| Content Creator Pack: Urban Promenades    | Paquete de Creador de Contenido                 | 1.er trimestre de 2024 | - Pack diseñado por creadores de contenido preferidos de la comunidad Modder. - 30 recursos de personalización. |
| Content Creator Pack: Modern Architecture | Paquete de Creador de Contenido                 | 1.er trimestre de 2024 | - Pack diseñado por creadores de contenido preferidos de la comunidad Modder. - 30 recursos de personalización. |
| Radio Station: Soft Rock Radio            | Emisora de radio                                | 1.er trimestre de 2024 | - Aporta una pista de 60 minutos de música. |
| Bridges & Ports                           | Paquete de Expansión                            | 2.º trimestre de 2024  | Introduce un nuevo conjunto de herramientas centrados en la construcción de puentes y puertos. Este pack incluirá: - Más de 100 recursos. - Introduce las industrias marítimas.                                                    |
| Radio Station: Cold Wave Channel          | Emisora de radio                                | 2.º trimestre de 2024  | - Aporta una pista de 60 minutos de música. |

## Críticas

### Optimización del juego
Antes del lanzamiento de Cities: Skylines II el 24 de octubre de 2023, diversos youtubers y creadores de contenido en diversas plataformas tuvieron acceso anticipado al juego un mes antes. Desde allí las críticas se centraron en la optimización del juego, especialmente debido a que los requerimientos recomendados no eran suficientes para tener una buena jugabilidad; demostrandose en diversos testers realizados entre septiembre y octubre de 2023 previo al lanzamiento que el juego funcionaba a muy bajos Fotogramas por segundo. Los desarrolladores señalaron estar al tanto de dichos problemas de rendimiento, y que apuntarían a que el juego rinda en 30 FPS incluso en las computadoras con mayor potencia. No obstante lo anterior, señalaron que perseverarían en la fecha de lanzamiento para PC el 24 de octubre.  El 26 de octubre (3 días después de su lanzamiento global) lanzaron el primer parche para mejorar la optimización del juego. El 2 de noviembre lanzan un segundo parche en el mismo sentido. Estos problemas de rendimiento han costado que el juego recibiera en la plataforma Steam una gran cantidad de comentarios mixtos, llegando a más de 9.000 comentarios de este tipo tan solo un día desde su lanzamiento, representando un 48% del total de comentarios, en su mayoría debido a la pésima optimización del juego.